# 成田警察署
成田警察署（なりたけいさつしょ）は、千葉県警察が管轄する警察署の一である。管内には、自動車警ら隊成田方面隊、交通機動隊第4交通機動班(成田分駐)、機動捜査隊成田方面班、鑑識課成田方面機動鑑識班、少年課北総地区少年センター、高速道路交通警察隊成田分駐隊が存在する。署長は警視。

## 管轄区域
- 成田市（成田国際空港警察署の管轄区域を除く）
- 富里市
- 印旛郡栄町（安食地区、竜角寺台地区、酒直台地区）

- 管内総面積 : 約290km²
  - 成田市 : 約214km²
  - 富里市 : 約54km²
  - 栄町（安食地区） : 約22km²

## 所在地
- 千葉県成田市加良部三丁目5番地

## 庁舎概要
成田警察署庁舎
- 竣工年 : 1977年
- 延床面積 : 1,819m²
- 構造/規模 : RC造、地上4階

成田警察署倉庫、車庫
- 竣工年 : 1977年
- 延べ床面積 : 624m²
- 構造/規模 : S造、地上2階

成田第一独身寮
- 竣工年 : 1975年
- 延べ床面積 : 1,872m²
- 構造/規模 : RC造、地上5階

## 沿革
- 1876年（明治初年）：成田村仲町の延命院に第十六区警察署第二屯所が置かれる。
- 1875年（明治8年）：成田村仲町坂上の薬師堂に成田警察屯所が置かれる。
- 1877年（明治10年）：佐倉警察署成田分署と改称。
- 1884年（明治17年）：成田村本町谷津に警察署が移転。
- 1903年（明治36年）：遠山分署が編入される。
- 1913年（大正2年）：木下分署が編入される。
- 1914年（大正3年）：佐倉警察署成田分署が本町谷津から花咲町（現・花崎町）に移転。
- 1918年（大正7年）：千葉県警察部成田警察署に昇格。
- 1947年（昭和22年）：警察法の施行に伴い千葉県警察部が解体され、成田町に自治体警察成田町警察署が発足。花咲町の（旧）成田警察署内に開設される。併せて国家地方警察成田地区警察署も発足。
- 1951年（昭和26年）：成田町警察署が花咲町から上町に移転。成田町警察署を廃止し、成田町を成田地区警察署管轄にする。
- 1954年（昭和29年）：新警察法の施行に伴い千葉県警察が発足。千葉県成田警察署となる。
- 1960年（昭和35年）：大正3年から使用されてきた庁舎を鉄筋コンクリート造の庁舎に建て替え。
- 1977年（昭和52年）：花崎町から現在の加良部に移転。
- 1978年（昭和53年）：新東京国際空港を管轄区域から外す。
- 1991年（平成3年）5月：成田駅前交番が開所。　[1]
- 1994年（平成6年）3月 ：日吉台警察官派出所が開所。[2]
- 1997年（平成9年）9月22日：千葉県立成田国際高等学校の部室2階から成田警察署へ向けて迫撃弾が発射される。
- 1998年（平成10年）：三里塚交番が開所。[3]
- 2006年（平成18年）3月27日：成田市の市町村合併に伴い、旧香取郡下総町、同郡大栄町が新たに管内となる。

## 交番

### 成田市
- 赤坂交番（成田市赤坂1丁目2番地）
- 公津の杜交番（成田市公津の杜4丁目4番地5号）
- 三里塚交番（成田市三里塚御料1番地211）
- 成田駅前交番（成田市花崎町839番地の1）

### 富里市
- 七栄交番（富里市七栄448番地26）
- 日吉台交番（富里市日吉倉1096番地の6）

### 栄町
- 栄交番（印旛郡栄町安食台1丁目7番1号）

## 駐在所

### 成田市
- 伊能駐在所（成田市伊能412番地7）

- 久住駐在所（成田市幡谷919番地の1）
- 大和田駐在所（成田市大和田436番地3）
- 小菅駐在所（成田市小菅564番地1）
- 豊住駐在所（成田市北羽鳥2190番地3）
- 十余三駐在所（成田市十余三13番地35）
- 吉岡駐在所（成田市吉岡66番地）
- 中郷駐在所（成田市赤荻1122番地の1）
- 八生駐在所（成田市松崎242番地11）
- 多良貝駐在所（成田市多良貝245番地379）
- 名古屋駐在所（成田市名古屋910番地1）
- 滑川駐在所（成田市西大須賀1882番地8）

### 富里市
- 実の口駐在所（富里市十倉217番地）

- 両国駐在所（富里市十倉127番地222）